# 瓦克拉科查山 (豪哈-堯利)
11°42′48″S 75°42′03″W / 11.71333°S 75.70083°W
瓦克拉科查山（Waqraqucha），是秘魯的山峰，位於該國中部胡寧大區，由豪哈省和堯利省負責管轄，屬於秘魯中部山脈的一部分，海拔高度4,400米。